# جيروم دامون
جيروم كيلفين دامون (بالفرنسية: Jérôme Kélvyn Damon)‏، من مواليد 4 ابريل 1972 في كيب تاون، حكم كرة قدم جنوب أفريقي من أصل فرنسي.
حكم في كأس الأمم الأفريقية لكرة القدم 2004 وكأس الأمم الأفريقية لكرة القدم 2006 وكأس الأمم الأفريقية لكرة القدم 2008.
من آخر مبارياته التحكيمية (مصر والكاميرون)، كأس الأمم الأفريقية لكرة القدم 2010.

## روابط خارجية
- جيروم دامون على موقع Soccerway.com (الإنجليزية)